# Mohammed Abouzaid
Pour les articles homonymes, voir Abouzaid.
Mohammed Abouzaid (né en 1980) est un mathématicien maroco-américain, qui s'intéresse à la topologie symplectique et à ses liens avec la géométrie algébrique et la topologie différentielle.

## Formation et carrière
Abouzaid reçoit son diplôme de premier cycle en 2002 à l'université de Richmond et son master en 2004 à l'université de Chicago ; en 2007, il soutient sa thèse de doctorat sous la direction de Paul Seidel. Dans sa thèse, il utilise les mathématiques tropicales pour un nouvel angle d'étude de la conjecture sur la symétrie miroir homologique pour les variétés toriques. En tant que chercheur postdoctoral, il travaille de 2007 à 2011 au Massachusetts Institute of Technology, où il est professeur invité en 2011-2012 ; dans le même temps, de 2007 à 2012, il bénéficie d'une bourse de recherche de l'Institut de mathématiques Clay. De 2012 à 2013, il est professeur en visite au centre Simons pour la géométrie et la physique. Il est depuis 2012 associate professor à l'université Columbia.

## Travaux
Abouzaid s'intéresse essentiellement à la topologie symplectique. Les variétés symplectiques n'ont pas d'invariant local mais des invariants globaux liés à l'étude des courbes pseudoholomorphes dans la variété. Dans ce contexte, Abouzaid examine les catégories de Fukaya, une catégorification du nombre d'intersection (en) de sous-variétés lagrangiennes de variétés symplectiques de dimension moitié de celle de la variété ambiante (d'après Kenji Fukaya, voir l'homologie de Floer). Il a également examiné leurs applications à l'intégration des sous-variétés lagrangiennes et la symétrie miroir.
En 2015, avec Ivan Smith (en), il apporte la preuve, de l'équivalence de l'homologie de Khovanov (en) (d'après Mikhaïl Khovanov) avec des invariants d'imbrication (Verschlingungsinvariante) de la géométrie symplectique en 2004.

## Prix et distinctions
En 2007, il est Clay Research Fellow. En 2015, il reçoit, avec d'autres, une bourse Simons pour la recherche sur la symétrie miroir homologique. En 2017, il reçoit le prix New Horizons in Mathematics. En 2014, il est conférencier invité au congrès international des mathématiciens à Séoul (Family Floer cohomology and mirror symmetry). Il est fellow de l'American Mathematical Society.

## Publications choisies
(octobre 2018).
- avec Ivan Smith: Khovanov Homology from Floer cohomology, Arxiv, 2015
- avec P. Seidel: Altering symplectic manifolds by homologous recombination, Arxiv, 2010
- avec Denis Auroux, Ludmil Katzarkov: Lagrangian fibrations on blow ups of toric manifolds and mirror symmetry for hypersurfaces, Pub. Math. IHES, vol 123, 2016, pp 199–282, Arxiv
- avec Denis Auroux, Alexander I. Efimov, Ludmil Katzarkov, Dmitri Orlov: Homological mirror symmetry for punctured spheres, J. AMS, vol 26, 2013, pp 1051–1083, Arxiv
- avec Ivan Smith: Exact Lagrangians in plumbings, Geometric and Functional Analysis, vol 22, 2012, pp 785–831, Arxiv
- Nearby Lagrangians with vanishing Maslov class are homotopy equivalent, Inventiones Mathematicae, vol 189, 2012, pp 251–313, Arxiv
- Framed bordism and Lagrangian embeddings of exotic spheres. Ann. of Math. (2) 175, 2012, no. 1, pp 71–185. Arxiv
- A cotangent fiber generates the Fukaya category, Advances in Mathematics, vol 228, 2011, pp 894–939, Arxiv
- A geometric criterion for generating the Fukaya category, Pub. Math. IHES, vol 112, 2010, pp 191–240, Arxiv
- avec P. Seidel: An open string analogue of Viterbo functoriality. Geom. Topol. 14 (2010), no. 2, pp 627–718.
- Morse Homology, Tropical Geometry, and Homological Mirror Symmetry for Toric Varieties, Selecta Math. (N.S.) 15, 2009, no. 2, pp 189–270, Arxiv
- Homogeneous coordinate rings and mirror symmetry for toric varieties, Geom. Topol., vol 10, 2006, pp 1097–1156, Arxiv
- Family Floer cohomology and mirror symmetry, ICM 2014, Arxiv